# Flixton, Greater Manchester
Flixton är en ort i distriktet Trafford, i grevskapet Greater Manchester, i England. Denna ward hade 10 791 invånare år 2021. Flixton var en civil parish fram till 1974. Denna civil parish hade 14 678 invånare år 1951.